# Nhiệt huyết thương trường
Nhiệt huyết thương trường (Hot Blood) (tiếng Hàn: 열혈장사꾼; Romaja: Yeolhyeoljangsaggun) là một bộ phim truyền hình Hàn Quốc năm 2009, với diễn viên chính Park Hae-jin.
Phim được phát sóng trên KBS2 từ 10 tháng 10 đến ngày 13 tháng 12 năm 2009 vào thứ bảy và chủ nhật hàng tuần lúc 22:15 với 20 tập phim.
Bộ phim được chuyển thể từ bộ Manhwa (truyện tranh Hàn Quốc) cùng tên (Hot Blood).

## Diễn viên

### Diễn viên chính
- Park Hae-jin vai Ha-Ryu (31, nhân viên bán xe hơi)
- Chae Jung-an vai Kim Jae-Hee (31, nữ nhân viên bán xe hơi)
- Jo Yoon Hee vai Min Dae-Hae (26, nhân viên công ty bảo hiểm)
- Choi Chul Ho as Kang Seung Joo (32, quản lý Hwain Motors)

### Đại lý xe hơi Gang-Dong
- Oh Yong vai Kim Chang Sik (trưởng phòng bán hàng)
- Lee Seol Ah vai Mi Jung (nữ nhân viên bán xe hơi)
- Kim Gun (nhân viên bán xe hơi)
- Kim Sung Hoon (quản lý bán hàng buổi tối)
- Kwak In Joon (nhân viên bán xe hơi)

### Diễn viên phụ
- Cha Soo Yun vai Sae Yeon (bạn gái cũ của Ha Ryu)
- Han Ye Won vai Ji Oh (bạn thân cùng phòng Da Hae)
- Choi Jong Won vai bố Ha Ryu (60)
- Jung Young Sook vai mẹ Ha Ryu (50s)
- Song Jae Ho vai Chủ tịch Yoo (60, Chủ tịch tập đoàn Dae Sang)
- Kim Gyu Chul vai Giám đốc Yoon (Cánh tay phải của Chủ tịch tập đoàn Dae Sang)
- Lee Sung Min vai Yang Man Chul (late 40s, nhân viên bán xe hơi)
- Jo Jin Woong vai Lee Soon Gil (Mid 30s, nhân viên bán xe hơi)
- Lee Won Jong vai Mae Wang (Early 50s, người buôn xe)
- Kang Jae Sub (강재섭) vai Kim Duk Bae (late 30s, thư ký và tài xế của Kang Seung Joo)
- Jung Seung Ho vai bố Min Da Hae
- Jung Dong Hwan vai Chủ tịch Song (Doanh nghiệp xe Tae Poong)
- Jang Tae Sung vai Chul Gu (early 20s, trộm xe)?
- Kang Soo Han vai Kim Gi Young
- Lee Jae Yong vai Man Deuk
- Yun Je Wook
- Choi Yoon Young

## Nội dung
Ha-ryu là một chàng trai nghèo ''không một xu dính túi''. Anh sống một cuộc sống luôn bị chèn ép và luôn buộc bản thân phải vươn lên. Anh bị ám ảnh bởi tiền bạc và khao khát bản thân được thành đạt. Ha-ryu có thể làm tất cả mọi việc để kiếm ra tiền. Anh mơ rằng mình sẽ kiếm được 10 tỷ won bằng công việc bán xe. Với ý tưởng ngông cuồng của mình, anh bị mọi người cười nhạo, nhưng anh đã sẵn sàng bán cả linh hồn của mình để trở thành tỷ phú. "Tôi sẽ tự bản thân chuẩn bị sẵn sàng để chộp lấy bất cứ cơ hội nào bày ra trước mắt tôi !"
Kinh doanh – ‘'Một doanh nhân thành đạt bán tính cách chứ không bán sản phẩm’'.Dù là vô tình hay cố tình, mọi người ai cũng có lúc bán một sản phẩm nào đó. Nếu bạn được hưởng nền giáo dục chất lượng, bạn có thể bán kiến thức của mình với vị trí nhân viên cao cấp. Bạn có thể bán sức lao động để xoay xở cuộc sống. Bạn cũng có thể dồn sức mình vào việc bán những sản phẩm “thật sự” như những thương buôn ở chợ. Có gì khác nhau giữa doanh nhân thành đạt và thất bại? Xe hơi – '‘Xe hơi và cuộc sống có những điểm giống nhau mà bạn có thể hoàn toàn khống chế theo ý muốn.'’

## Giải thưởng
- 2009 KBS Drama Awards: Best Supporting Actor Award (Choi Chul Ho)

## Ratings
| Ngày phát sóng | Tập        | Toàn quốc   | Seoul       |
| -------------- | ---------- | ----------- | ----------- |
| 2009-10-10     | 1          | 9.5 (13th)  | 9.4 (13th)  |
| 2009-10-11     | 2          | 9.6 (16th)  | 10.2 (13th) |
| 2009-10-17     | 3          | 7.8         | (<8.7)      |
| 2009-10-18     | 4          | 11.3 (11th) | 11.6 (10th) |
| 2009-10-24     | 5          | 9.3 (15th)  | 9.0 (17th)  |
| 2009-10-25     | 6          | 10.2 (12th) | 10.9 (12th) |
| 2009-10-31     | 7          | 8.3 (20th)  | (<8.6)      |
| 2009-11-01     | 8          | 10.5 (14th) | 10.7 (14th) |
| 2009-11-07     | 9          | 9.2 (14th)  | 9.7 (16th)  |
| 2009-11-08     | 10         | 11.0 (15th) | 11.5 (14th) |
| 2009-11-14     | 11         | 7.3         | (<8.2)      |
| 2009-11-15     | 12         | 9.9 (20th)  | (<10.0)     |
| 2009-11-21     | 13         | 7.9 (20th)  | (<8.7)      |
| 2009-11-22     | 14         | 9.8 (15th)  | 10.9 (10th) |
| 2009-11-28     | 15         | 6.8 (30th)  | (<8.3)      |
| 2009-11-29     | 16         | 9.2 (20th)  | 9.2 (20th)  |
| 2009-12-05     | 17         | (<8.9)      | (<9.6)      |
| 2009-12-06     | 18         | 8.6 (24th)  | (<9.3)      |
| 2009-12-12     | 19         | 7.5         | (<7.8)      |
| 2009-12-13     | 20         | 10.1 (15th) | 10.6 (14th) |
| Trung bình     | Trung bình | -           | -           |

Source: TNS Media Korea